# Love Devotion Surrender
Love Devotion Surrender es un álbum publicado en 1973 por los guitarristas Carlos Santana y John McLaughlin, con el respaldo de sus respectivas bandas, Santana y The Mahavishnu Orchestra. El álbum se inspiró en las enseñanzas de Sri Chinmoy y se concibió como un tributo a John Coltrane. Contiene dos composiciones de Coltrane, dos canciones de McLaughlin y una canción de gospel tradicional arreglada por Santana y McLaughlin. Fue certificado como disco de oro en 1973.

## Lista de canciones

### Lado A
1. "A Love Supreme" - 7:48
2. "Naima" - 3:09
3. "The Life Divine" - 9:30

### Lado B
1. "Let Us Go Into the House of the Lord" - 15:45
2. "Meditation" - 2:45